# Флякс Самуїл Самойлович
Самуїл Самойлович Флякс (1904 –   ???)   –  український радянський педагог, перший директор Одеського німецького педагогічного інституту.

## Біографія
С. С. Флякс народився в робітничій родині  в 1904 році у м. Бейзен (Верхня Саксонія,  Німеччина).
В 1917 – 1920 роках навчався в учительській семінарії, а у 1923 році закінчив природно-історичний факультет Бреславської вищої педагогічної школи
У 1923 році переїхав до СРСР. Закінчив річні курси політробітників. До 1925 року працював у Донецькому губернському комітеті комсомолу.
Згодом працював у відділах народної освіти в  Херсоні, Мелітополі. В 1929 – 1932 роках був аспірантом Харківського науково-дослідного інституту педагогіки та викладав  у Харківському інституті професійної освіти.
В 1932 році захистив кандидатську дисертацію і був направлений  до Одеси, де працював в  інституті професійної освіти, а потім в  Одеському педагогічному інституті (до 1938 р.) доцентом та завідувачем кафедри педагогіки.
В 1934 році Народним комісаріатом освіти УРСР було присвоєно звання професора.
В 1934 році був призначений директором Одеського німецького педагогічного інституту; виконував ообов'язки керівника навчального закладу у травні-серпні.
20 січня 1938 року був заарештований та обвинувачений у антирадянській діяльності. У 1939 році був засуджений на 10 років виправних таборів. 20 січня 1948 року був звільнений.
Реабілітований у 1955 році Військовою колегією Верховного Суду СРСР.
До виходу на пенсію працював доцентом кафедри педагогіки Одеського державного університету імені І. І. Мечникова.
Помер в Одесі.